# Barrage d'Itumbiara
Le barrage d'Itumbiara est un barrage en remblai et en béton sur le Paranaíba, situé près de la ville d'Itumbiara, à la frontière entre les États de Goiás et de Minas Gerais au Brésil. Il est associé à une centrale hydroélectrique de 2 082 MW de puissance installée. Le barrage et sa centrale sont exploités par Eletrobras Furnas (pt). 

## Histoire
La construction du barrage et la centrale électrique a commencé en 1974. Le barrage se termine en 1980 et la centrale en 1981. Le barrage et le réservoir ont couté 716 millions de dollars alors que le projet hydroélectrique dans son ensemble s'élève à un peu plus de 1 milliard de dollars. En 2020, après 40 ans de service, Furnas annonce un projet de modernisation du barrage. 

## Description

### Barrage
Le barrage d’Itumbiara est long de 7 000 m et haut de 106 m. Il a nécessité 31,5 millions de m3 de remblai et 1,8 million de m3 de béton. Il dispose d'un évacuateur de crues d'une capacité de 16 000 m3/s.

### Lac de retenue
La mise en eau du barrage a donné naissance à un lac de retenue vaste de 798 km2. L'altitude normale de sa surface est de 520 m, et le volume minimal assurant le fonctionnement de la centrale est de 495 m. Le volume total du réservoir est de 17 km3, et son volume utile de 12,45 km3

### Centrale hydroélectrique
La centrale hydroélectrique comporte 6 turbines Francis de 347 MW chacune, pour une puissance totale de 2 082 MW. Elle exploite une hauteur de chute de 84,4 m. Sa production électrique s'est élevée à 9 022 GWh/an en moyenne sur la période 2005-2010.